# Sao Lâu
Sao Lâu hay Lâu Tú (Tiếng Trung giản thể: 娄宿; phồn thể: 婁宿; bính âm: Lóu Xiù) hoặc Lâu Kim Cẩu (婁金狗) là tên gọi của một trong số 28 chòm sao Trung Quốc cổ đại (nhị thập bát tú), đồng thời là chòm sao thứ hai trong số bảy chòm sao ở phương tây (Bạch Hổ).

## Số sao
Sao Lâu có 6 mảng sao như sau:
| Hán-Việt             | Tên Trung | Ý nghĩa | Chòm sao hiện đại         | Số sao | Tên sao                                                                        |
| -------------------- | --------- | --- | ------------------------- | ------ | ------------------------------------------------------------------------------ |
| Lâu                  | 婁（娄)   | Tụ tập đông người, hoặc nói tới nhà tù trên trời, đồng âm với lũ nghĩa là gò đất nhỏ, nghĩa là làm tan vỡ gò đất nhỏ. | Bạch Dương                | 3      | β Ari, γ Ari, α Ari                                                            |
| Tả Canh              | 左更      | Quan viên quản lý núi rừng.                                                                                           | Bạch Dương                | 5      | ν Ari, μ Ari, ο Ari, σ Ari, π Ari                                              |
| Hữu Canh             | 右更      | Quan viên quản lý chăn thả gia súc.                                                                                   | Song Ngư                  | 5      | ρ Psc, η Psc, π Psc, ο Psc, 104 Psc                                            |
| Thiên Thương         | 天倉      | Kho thóc hình vuông.                                                                                                  | Kình Ngư                  | 6      | ι Cet, η Cet, θ Cet, ζ Cet, τ Cet, 57 Cet                                      |
| Thiên Dữu            | 天庾      | Vựa, kho chứa thóc lộ thiên.                                                                                          | Thiên Lô                  | 3      | ν For, ω For, β For                                                            |
| Thiên Đại tướng Quân | 天大將軍  | Tướng quân trên trời.                                                                                                 | Tiên Nữ/Anh Tiên/Tam Giác | 11     | γ And, φ Per, 51 And, 49 And, χ And, υ And, τ And, 56 And, β Tri, γ Tri, δ Tri |

### Sao bổ sung
| Mảng sao             | +1      | +2      | +3       | +4      | +5       | +6     | +7     | +8        | +9     | +10    | +11    | +12    | +13    | +14       | +15    | +16    | +17    | +18    | +19      | +20      | +21     | Ghi chú |
| -------------------- | ------- | ------- | -------- | ------- | -------- | ------ | ------ | --------- | ------ | ------ | ------ | ------ | ------ | --------- | ------ | ------ | ------ | ------ | -------- | -------- | ------- | ------- |
| Lâu                  | ι Ari   | VY Psc  | 107 Psc  | Chưa rõ | λ Ari    | α Tri  | 10 Ari | 11 Ari    | 14 Ari | 20 Ari | κ Ari  | η Ari  | θ Ari  | 15 Ari    | 19 Ari |        |        |        |          |          |         |         |
| Tả Canh              | 26 Ari  | 40 Ari  | 44 Ari   | ρ3 Ari  | 45 Ari   | 47 Ari | ε Ari  | HIP 13448 |        |        |        |        |        |           |        |        |        |        |          |          |         |         |
| Hữu Canh             | 94 Psc  | 101 Psc | HIP 8588 | 100 Psc | HIP 6451 |        |        |           |        |        |        |        |        |           |        |        |        |        |          |          |         |         |
| Thiên Thương         | 43 Cet  | 42 Cet  | 38 Cet   | 34 Cet  | 40 Cet   | 39 Cet | 44 Cet | 41 Cet    | 37 Cet | 36 Cet | 32 Cet | 30 Cet | 28 Cet | 27 Cet    | 46 Cet | 47 Cet | 50 Cet | 49 Cet | HIP 1499 | HIP 7999 | χ Cet A |         |
| Thiên Dữu            | Chưa rõ | Chưa rõ | Chưa rõ  |         |          |        |        |           |        |        |        |        |        |           |        |        |        |        |          |          |         |         |
| Thiên Đại tướng Quân | ξ And   | ξ And   | ω And    | τ And   | ε Τri    | ι Τri  | 7 Τri  | 14 Τri    | 58 And | 59 And | 55 And | 60 And | 62 And | HIP 10830 | 3 Per  | 2 Per  | 14 Per |        |          |          |         |         |